# 博伊尼采城堡

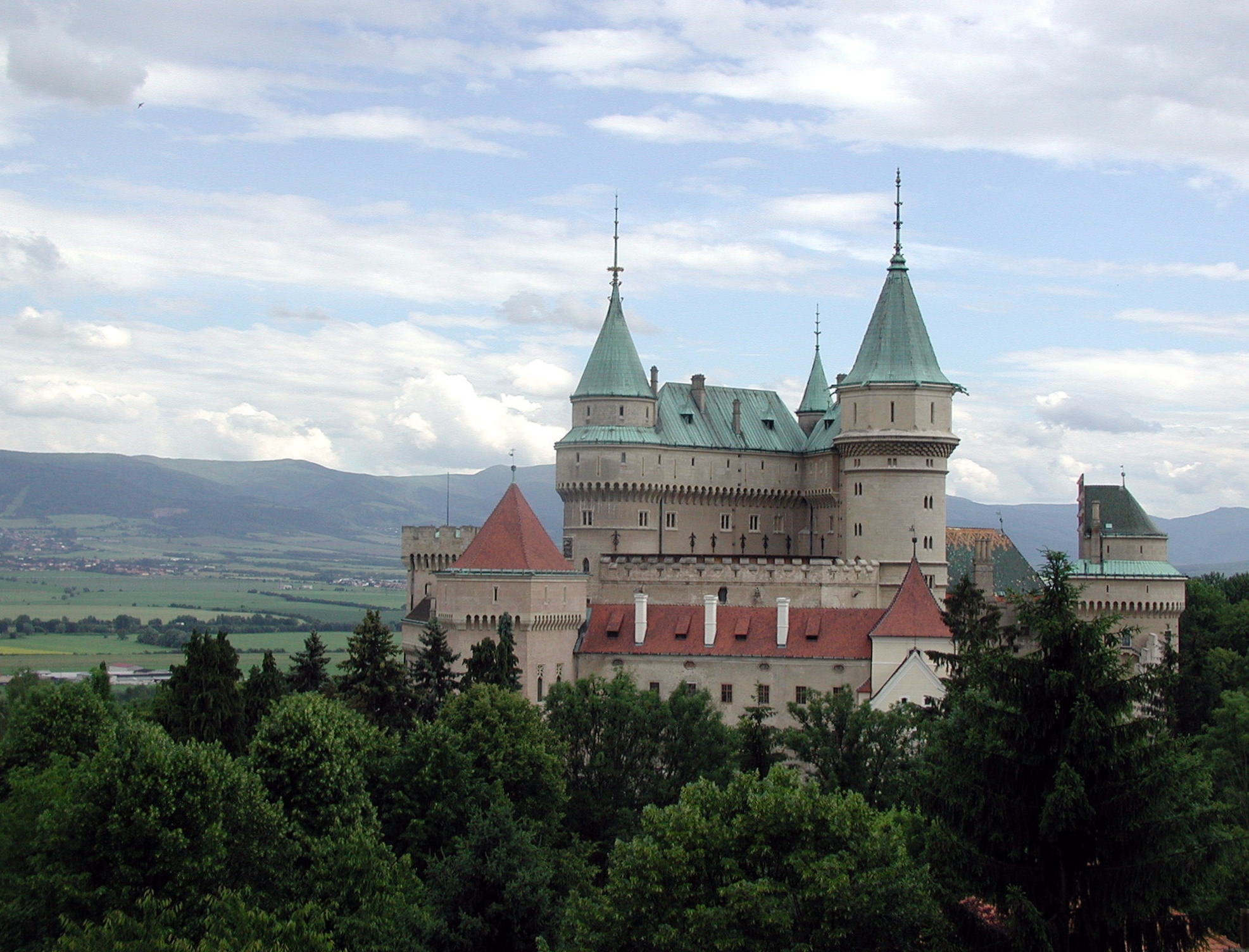
博伊尼采城堡

博伊尼采城堡（斯洛伐克語：Bojnický zámok，匈牙利語：Bajmóci vár）是斯洛伐克城市博伊尼采的一座中世紀時期的城堡。城堡始建於12世紀，雖然是一座羅馬式建築，但也融合了哥特式建築及文藝復興式建築的特徵。博伊尼采城堡是斯洛伐克遊客人數最多的城堡之一，每年遊客數超過10萬人。這座城堡也是一些電影的取景場地。

## 外部連結
- Bojnice Castle（页面存档备份，存于）
- Castles.info - Bojnice castle（页面存档备份，存于）
- Virtualtour of Bojnice castle

48°46′56″N 18°34′26″E / 48.78222°N 18.57389°E